# Baghold
Et baghold er en velprøvet militær taktik, hvor den angribende styrke bruger skjul for at angribe en fjende, der passerer angriberens position.
Et baghold udføres fra skjulte positioner som  tæt underskov eller bag bakketoppe. Taktikken bruges generelt til at indsamle efterretninger eller til at etablere kontrol over et område. Baghold har været anvendt gennem historien lige fra antikken til moderne tid.

## Forløb
I moderne krigsførelse udføres baghold som oftest af landtropper på op til delingsstørrelse mod fjendtlige mål, det være sig andre landtropper eller eventuelt køretøjer.
I antik krigsførelse kunne et baghold implicere tusinder af soldater i stor skala, for eksempel over et bjergpas.

### Planlægning
Baghold er komplekse flerfasede operationer og er derfor ofte planlagt ret grundigt. Først lokaliseres et passende sted til bagholdet. Det er generelt et sted, som fjendtlige enheder forventes at passere, og som giver dækning for opsætningen, udførelsen og tilbagetrækningen af bagholdet. En sti i bunden af en skovklædt dal er det typiske eksempel.

### Forberedelse
Et baghold skal, for at lykkes, etableres skjult i området, helst under dække af mørke. Patruljen vil etablere sikre og skjulte positioner med indsigt til det sted, hvor bagholdet skal udføres. Man vil som regel, hvis der er mulighed for det, udsende to eller flere "afskæringsgrupper" et kort stykke fra hovedgruppen i lignende, skjulte positioner. Deres opgave har to faser: Først skal lederen af bagholdet underrettes (f.eks. via radio), og dernæst skal de sørge for, at fjenden ikke slipper væk, når først bagholdet er sat i gang. En anden gruppe vil sikre bagholdpatruljen bagud og dermed have patruljen sikret hele vejen rundt.
Det er vigtigt for lederen af bagholdet at sørge for, at ingen ved et uheld kan ramme folk fra venlige enheder.

### Afventning
Når bagholdet er etableret, består næste fase i at vente. Det kan være få timer eller nogle dage, afhægig af den taktiske situation og forsyningssituationen. Det er naturligvis meget sværere for en patrulje at forblive skjult og på vagt, hvis der skal tages højde for vagtposter, [bivuak]ker, søvn, mad og vand og sanitære foranstaltninger. Bagholdspatruljer skal næsten altid være selvforsynende, da en genforsyning ville afsløre deres position.

### Udførelse
Når fjenden ankommer, signaleres dette af en af de udsendte afskæringspatruljer. Dette gøres via radio eller en anden signalmetode, der ikke opdages af fjenden. Lederen må på forhånd have instrueret sine folk i, hvilket signal, der så skal starte angrebet. Det kan være en salve fra et automatvåben, en eksplosion eller en simpel fløjte. Når lederen vurderer, at bagholdet vil have maksimal effektivitet, giver han signalet.
Efter ildkampen er vundet, skal den nu afslørede patrulje forlade området så hurtigt som muligt. Før det gøres, er det almindelig praksis at kontrollere, om fjenden havde efterretninger, tage fanger og behandle fjendens sårede (som man skal ifølge Geneve-konventionen). Hvis radioproceduren tillader det, kan man sende en kort rapport om angrebet. Derefter forlader patruljen området ad en rute bestemt på forhånd.